# Peter Schukraft
Peter Schukraft (* 24. Februar 1935 in Heilbronn; † 17. Juli 2021 in Thal SG, Schweiz) war ein deutscher Fußballspieler. 

## Karriere
Peter Schukraft begann 1948 mit dem Fußballspielen in der Jugend des VfR Heilbronn. 1951 rückte er dort in die erste Mannschaft auf und stieg 5 Jahre später mit dem Verein in die 2. Oberliga Süd auf. Nachdem der VfR jedoch als Tabellenletzter direkt wieder abgestiegen war, wechselte Schukraft zur Saison 1957/58 in die erstklassige Oberliga Süd zu den Stuttgarter Kickers. Dort gab er am 18. August 1957 sein Debüt beim Auswärtsspiel gegen den 1. FC Nürnberg. Insgesamt absolvierte Schukraft 19 Spiele im Trikot der Kickers und erzielte dabei ein Tor. Zur folgenden Spielzeit wechselte der Stürmer zum Freiburger FC in die 2. Oberliga Süd, wo er bis 1961 in 58 Spielen für den Verein zum Einsatz kam. Danach zog es Schukraft nach Österreich, wo er für den FC Dornbirn 1913 in den Spielzeiten 1961/62 sowie 1963/64 aktiv war. Zwischen beiden Spielzeiten folgte ein Engagement als Spielertrainer beim Schweizer Club FC St. Margrethen. Von 1964 bis 1968 spielte er in der Schweiz für den FC Widnau, absolvierte in der Saison 1968/69 seinen Trainerschein und war danach noch bis 1973 beim FC Rheineck in der Schweiz tätig.
Nach seiner Karriere trainierte er in der Schweiz mehrmals den FC Rheineck sowie den FC Staad. Des Weiteren hatte er eine kurze Zeit das Traineramt beim FC Au in Österreich inne.